# Langengern
Koordinaten: 48° 21′ N, 11° 14′ O
Langengern ist ein Gemeindeteil der Gemeinde Erdweg im Landkreis Dachau (Bayern).

## Geographie
Das Dorf Langengern befindet sich etwa fünf Kilometer nordwestlich von Erdweg. Langengern liegt an der alten Römerstraße von Passau nach Augsburg.

## Geschichte
Die Römerstraße trennte über lange Zeit Oberbayern von Schwaben. Die Häuser an der Südseite Langengerns gehörten zum Landkreis Dachau, die Nordseite zum Landkreis Aichach. Heute zieht sich nur noch die Gemeindegrenze (Erdweg/Altomünster) durch die Ansiedlung.

## Sehenswürdigkeiten
- Marienkapelle: um 1700, abgebrochen und 1985 nach dem alten Vorbild neu aufgebaut;[1]